# Albeuve
Albeuve är en ort i kommunen Haut-Intyamon i kantonen Fribourg, Schweiz. Det är kommunens huvudort. Orten var före den 1 januari 2002 en egen kommun, men slogs då samman med kommunerna Lessoc, Montbovon och Neirivue till den nya kommunen Haut-Intyamon.